# International Track and Field 2000
International Track and Field 2000 is een videospel voor het platform Nintendo 64. Het spel werd uitgebracht in 1999. 